# Benthe Boonstra
Benthe Boonstra, född den 21 november 2000 i Bemmel, är en nederländsk roddare.

## Karriär
Vid olympiska sommarspelen 2024 i Paris ingick Benthe Boonstra i det nederländska lag som tog guld i fyra utan styrman.